# Bolschije Wjasjomy
Bolschije Wjasjomy (russisch Больши́е Вязёмы) ist eine Siedlung städtischen Typs in der Oblast Moskau (Russland) mit 12.650 Einwohnern (Stand 14. Oktober 2010).

## Geographie
Die Siedlung liegt etwa 40 km Luftlinie westsüdwestlich des Zentrums der russischen Hauptstadt – zugleich des Oblastverwaltungszentrums – Moskau und 25 km vom Moskauer Autobahnring entfernt. Sie befindet sich zwischen den Flüsschen Große Wjasjoma (Bolschaja Wjasjoma) und Kleine Wjasjoma (Malaja Wjasjoma), die sich etwas weiter nördlich zur Wjasjomka vereinigen, einem rechten Zufluss der Moskwa.
Bolschije Wjasjomy gehört zum Rajon Odinzowo und ist von dessen Verwaltungszentrum Odinzowo etwa 20 km in westsüdwestlicher Richtung entfernt. Der Ort schließt unmittelbar nordöstlich an die Stadt Golizyno an und ist Zentrum der gleichnamigen Stadtgemeinde (Gorodskoje posselenije), zu der neben der Siedlung vier weitere Ortschaften gehören: das größere Dorf Malyje Wjasjomy (gut 1000 Einwohner) sowie Gorlowka, Jamschtschina und Scharapowka (jeweils unter 100 Einwohner).

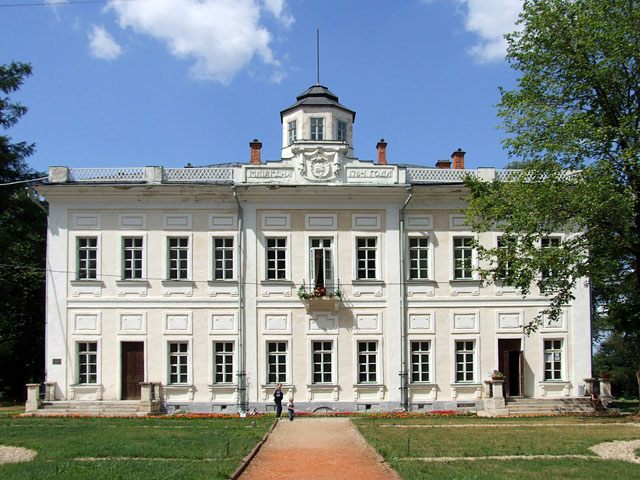
Golizyn-Palast
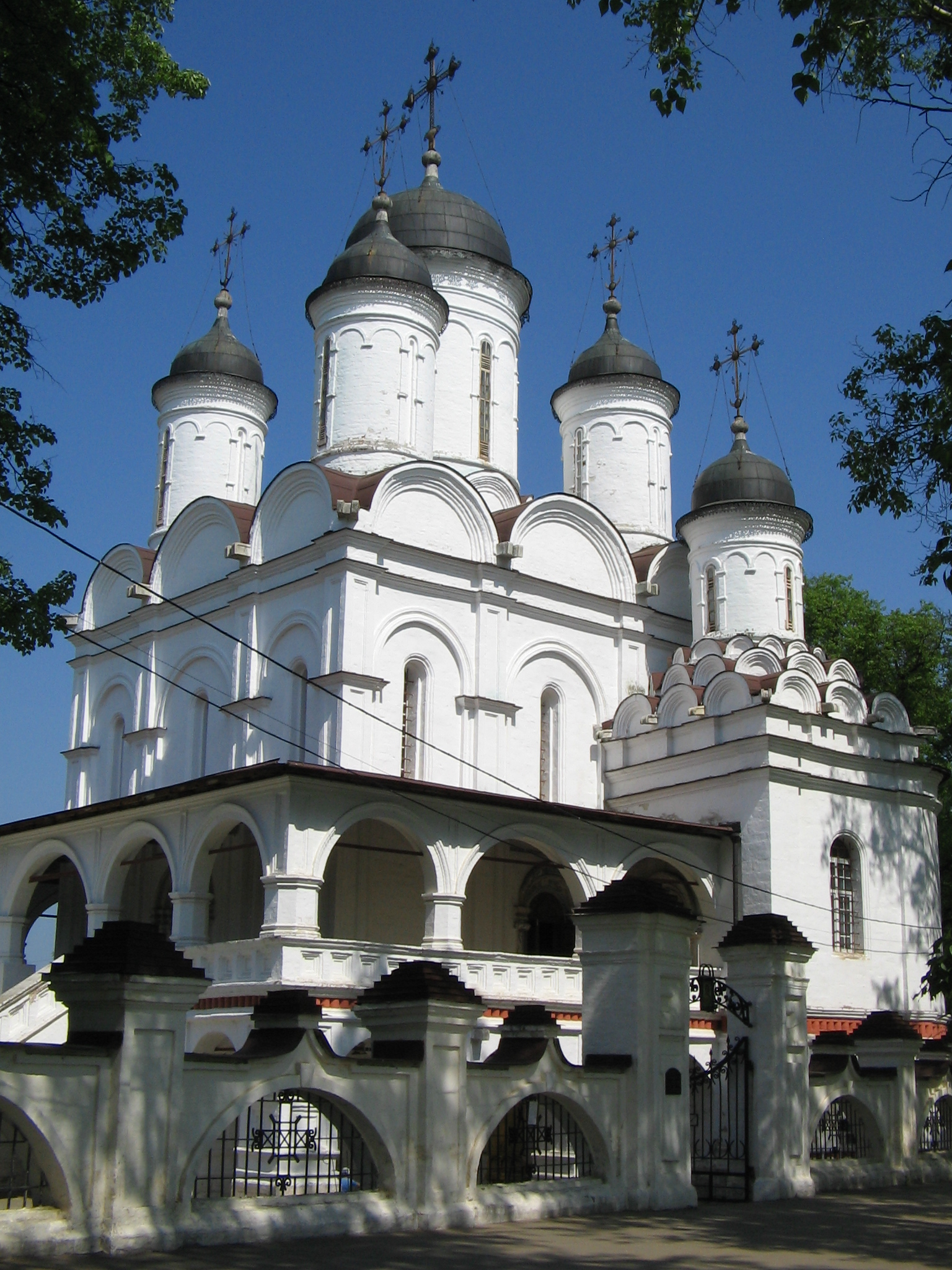
Christi-Verklärungs-Kirche
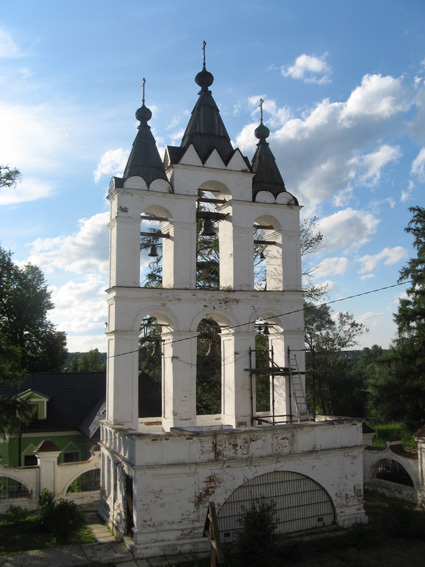
Glockenstuhl (Swonniza) der Christi-Verklärungs-Kirche
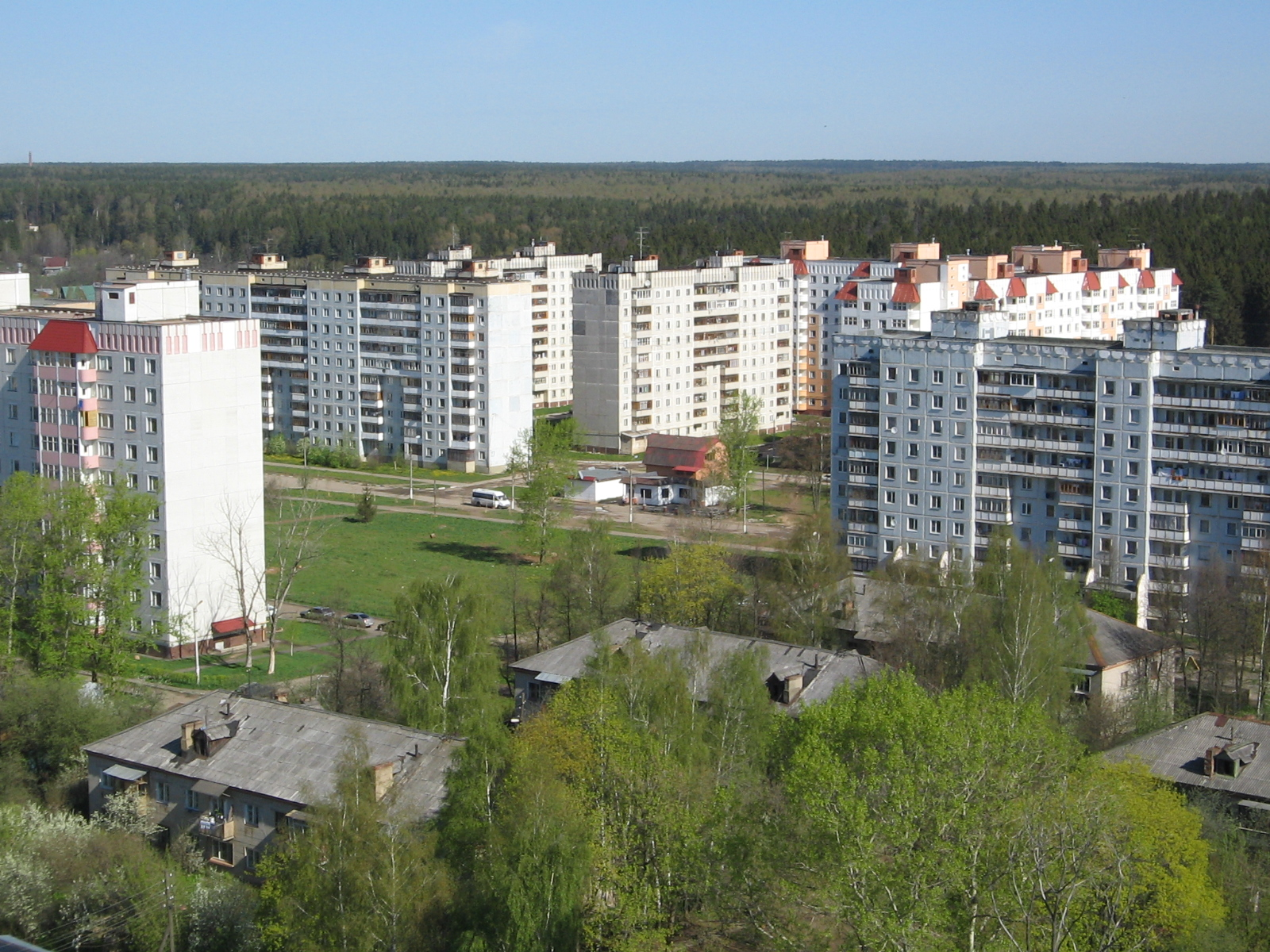
Plattenbausiedlung Gorodok-17

## Geschichte
Die heutige Siedlung geht auf das gleichnamige Dorf zurück, das erstmals 1526 als Relaisstation am Wjasjom, russisch Ostanoschny jam na Wjasjome, genannt wurde. Es handelte sich um die vorletzte Pferdewechselstation auf der Post- und Reiseroute von Westen nach Moskau; die letzte befand sich in Dorogomilowo, heute Stadtteil im Westlichen Verwaltungsbezirk von Moskau. Das Dorf und ein dort errichteter Palast gehörten im späten 16. Jahrhundert der Familie des russischen Regenten und Zaren Boris Godunow. Mit der Krönung Michaels I. ging der Besitz an das Zarenhaus der Romanows über. 1694 schenkte ihn Peter I. dem Bojaren Boris Golizyn; seither war Wjasjomy bis zur Oktoberrevolution von 1917 Stammsitz der Familie Golizyn, was sich auch im Namen des nahen, heute größeren Golizyno widerspiegelt, das sich auf dem Territorium des Besitzes befand.
In der zweiten Hälfte des 18. Jahrhunderts wurde ein neuer Palast errichtet und ein Park angelegt. Im Vaterländischen Krieg gegen Napoleon 1812 befand sich dort nach der Schlacht von Borodino für einige Zeit das Hauptquartier der russischen Armee unter Michail Kutusow; der Ort wurde jedoch von den französischen Truppen am 29. Augustjul. / 10. September 1812greg. eingenommen.
In der sowjetischen Periode entstand auf den enteigneten Besitzungen der Golizyns 1929 ein Kolchos. 1935 wurde beim etwas östlich gelegenen Dorf Malyje Wjasjomy („Klein-Wjasjomy“; Bolschije Wjasjomy bedeutet „Groß-Wjasjomy“) ein Militärflugplatz errichtet; im früheren Palast wurde eine Fallschirmjägerschule eingerichtet, 1940 eine Ausbildungsstätte für Panzerfahrer. Im Deutsch-Sowjetischen Krieg befand sich der Ort während der Schlacht um Moskau in Frontnähe und wurde erheblich zerstört.
1943 wurde in Wjasjomy ein Institut für Pferdezucht angesiedelt, nach dessen Verlegung nach Ischewsk 1954 für kurze Zeit das Moskauer Poligraphische Institut, ab 1958 schließlich das Forschungsinstitut für Phytopathologie (WNII Fitopatologii). Die beschädigten oder zerstörten Bau- und Kulturdenkmäler wurden ab 1948 zum Teil wiederhergestellt. Zu Beginn der 1960er-Jahre entstand unweit nördlich von Malyje Wjasjomy an Stelle des früheren, seit dem 18. Jahrhundert bekannten Dorfes Borissowka die Plattenbau-Militärsiedlung Gorodok-17 („Städtchen 17“), im Zusammenhang mit Ansiedlung der Zentralen Aerophotogeodätischen Einheit (ZAFGO) des sowjetischen Verteidigungsministeriums, die für Luftbilderstellung und -auswertung zuständig war.
2001 wurden Gorodok-17 und weitere umliegende kleinere Siedlungen mit dem Dorf Bolschije Wjasjomy zusammengeschlossen, und der Ort erhielt unter diesem Namen den Status einer Siedlung städtischen Typs. Seit der Verwaltungsreform 2005 bildet es die gleichnamige Stadtgemeinde (gorodskoje posselenije).

### Bevölkerungsentwicklung
| Jahr | Einwohner |
| ---- | --------- |
| 2002 | 5.667     |
| 2010 | 12.650    |

Anmerkung: Volkszählungsdaten

## Sehenswürdigkeiten
Bei Bolschije Wjasjomy befindet sich der 1784 erbaute Palast der Familie Golizyn mit Park. Aus den Jahren 1594–1598 stammt die Christi-Verklärungs-Kirche (Спасо-Преображенская церковь, Spasso-Preobraschenskaja zerkow).

## Wirtschaft und Infrastruktur
In Bolschije Wjasjomy gibt es Werke für Betonfertigteile und für Verpackungsmaterialien, logistische Einrichtungen der russischen Streitkräfte sowie Unternehmen der Lebensmittelindustrie.
Durch die Siedlung verläuft die von Moskau kommende Moschaisker Chaussee (auch Alte Smolensker Straße genannt; Fernstraße A100). Sie wird dort von der Fernstraße A107, dem Moskauer Kleinen Ring gekreuzt. Der nächstgelegene Bahnhof befindet sich in Golizyno an der Strecke Moskau – Smolensk (Streckenkilometer 44 ab dem Moskauer Belarussischen Bahnhof), außerdem gibt es den Haltepunkt Malaja Wjasjoma unweit Malyje Wjasjomy (Kilometer 41).